# Baker McKenzie
Baker McKenzie è una società statunitense di studi legali, terza al mondo per fatturato, con 77 uffici in 46 Paesi tra Americhe, Africa, Asia-Pacifico ed Europa.

## Storia
Il socio fondatore Russell Baker, nato nel Wisconsin e cresciuto nel Nuovo Messico, inaugurò il suo primo studio (Baker & Simpson) a Chicago nel 1925, dopo essersi laureato in diritto all'Università di Chicago. Baker fu particolarmente attivo nel fornire servizi legali alla crescente comunità messicana-statunitense di Chicago, svolgendo altresì consulenza alle società statunitensi per investimenti nell'America Latina. Di conseguenza, il primo ufficio estero della società fu aperto a Caracas, in Venezuela, nel 1955.
Nel 1949, la società si era rilanciata con John McKenzie, un avvocato laureatosi presso la Facoltà di Giurisprudenza della Loyola University Chicago, che si occupava degli aspetti contenziosi, laddove Baker si interessava maggiormente agli aspetti internazionali.
Oggi, lo studio si occupa di studio legale di numerosi settori del diritto, tra cui Antitrust, diritto bancario e finanza, mercati finanziari, diritto d'autore, risoluzione delle controversie, diritto del lavoro, diritto ambientale, proprietà intellettuale, diritto commerciale, fusioni e acquisizioni, private equity, diritto immobiliare, ristrutturazione aziendale e diritto tributario.
È inoltre tra gli studi legali americani più grandi per numero di avvocati (4 600).

## In Italia
Lo studio è presente in Italia con due uffici a Milano e Roma.